# 鶴岡西インターチェンジ
鶴岡西インターチェンジ（つるおかにしインターチェンジ）は、山形県鶴岡市にある日本海東北自動車道のインターチェンジ（地域活性化インターチェンジ）である。

## 概要
新直轄区間のため料金所は設置されていない。あつみ温泉IC - 鶴岡JCT間が新直轄区間であり通行料金が無料であるが、当IC - 鶴岡JCT間には出口が無いため、酒田方面へ向かう場合は当ICが無料区間の最終出口となる。
あつみ温泉IC - 鶴岡JCT間は新直轄方式での建設が決まり、当初途中にインターチェンジは設置されない予定だった。しかし、鶴岡JCTがあつみ温泉方面（新潟方面）と湯殿山方面（山形方面）と接続されないハーフジャンクションとして整備されることとなったことから、あつみ温泉方面と湯殿山方面の交通の確保のため当ICが設置された。
あつみ温泉IC - 当IC間には長大トンネルであるあつみトンネルがあり、危険物積載車両の通行が禁止されているため、新潟方面へ向かう当該車両は当ICで流出しなければならない。

## 道路

### 本線
- E7 日本海東北自動車道（16番）

### 接続する道路
- 国道7号

## 歴史
- 2012年（平成24年）
  - 2月22日 : IC名称が「鶴岡西IC」で正式決定[1]。
  - 3月24日 : あつみ温泉IC - 鶴岡JCT間開通に伴い供用開始[1]。

## 周辺
- 羽前大山駅（JR羽越本線）
- 羽前水沢駅（JR羽越本線）
- 鶴岡IC（山形自動車道）

## 隣
E7 日本海東北自動車道
(15) 三瀬IC - (16) 鶴岡西IC - 鶴岡JCT料金所 - (17) 鶴岡JCT - (18) 庄内空港IC